# Хадаш
Хадаш (на иврит: חד"ש) е крайнолява политическа коалиция в Израел, включваща няколко комунистически и социалистически организации.
Създадена е през 1977 г. и е в постоянна опозиция, като през 1992 подкрепя коалиционното правителство на Ицхак Рабин, без официално да е част от него. Партията е парламентарно представена в настоящия Кнесет (2007) с трима депутати. Избирателите на Хадаш са предимно израелски араби, поради което твърдината ѝ се намира в северната част на страната, където живеят повечето от тях.
Хадаш е многократно засягана от разцепления в редиците си. Част от отцепилите се формират т.нар. Демократическа листа на мир и равенство (известна като ХаДаШ). На парламентарните избори от 1992 г. получава 2,3% от гласовете.
На парламентарните избори през 2013 година Хадаш получава 3,0% от гласовете и 4 от 120 места в Кнесета. През 2015 година е в коалиция с Обединена арабска листа, Балад и Арабско движение за обновление и получава 5 депутатски места.

## Парламентарно присъствие в Кнесета
- 1992: 3 депутати
- 1996: 5 депутати (заедно с Балад)
- 1999: 3 депутати
- 2003: 3 депутати (заедно с Та'ал)
- 2006: 3 депутати
- 2009: 4 депутати
- 2013: 4 депутати
- 2015: 5 депутати